# Eustena
Eustena là một chi bọ cánh cứng trong họ Chrysomelidae.
Chi này được miêu tả khoa học năm 1879 bởi Baly.

## Các loài
Chi này gồm các loài:
- Eustena pretiosa Baly, 1879